# Gehobene medizinisch-technische Dienste
Unter den gehobenen medizinisch-technischen Diensten versteht man in Österreich verschiedene nicht-ärztliche medizinische Berufe.

## Berufe
Seit 5. Juli 2005 gelten neue Berufsbezeichnungen, die alten sind aber noch überwiegend in Verwendung:
- Diätologin – Diätologe

zuvor: Diplomierter Diätassistent und ernährungsmedizinischer Berater
- Ergotherapeutin – Ergotherapeut

zuvor: Diplomierter Ergotherapeut
- Logopädin – Logopäde

zuvor: Diplomierter Logopäde
- Biomedizinische Analytikerin – Biomedizinischer Analytiker (BMA)

zuvor: Diplomierter medizinisch-technischer Analytiker (MTA)
- Orthoptistin – Orthoptist

zuvor: Diplomierter Orthoptist
- Physiotherapeutin – Physiotherapeut; siehe auch Physiotherapie

zuvor: Diplomierter Physiotherapeut
- Radiologietechnologin – Radiologietechnologe

zuvor: Diplomierter radiologisch-technischer Assistent (RTA)

## Schweiz
In der Schweiz wird unterschieden zwischen den Gesundheitsberufen im medizinisch-therapeutischen Bereich (wie z. B. Physiotherapie, Logopädie usw.) und den Berufen im medizinisch-technischen Bereich (wie z. B. der Podologie).

## Ausbildung
Die jeweilige Ausbildung in den medizinisch-technischen Berufen erfolgt in dreijährigen Bachelorstudien an Fachhochschulen.
Die Ausbildung erfolgte ursprünglich an dreijährigen medizinisch-technischen Akademien. Auch zum Einstieg in diese Akademien war eine Matura oder andere Studienberechtigung erforderlich. Ab Herbst 2006 wurde die Ausbildung schrittweise auf Fachhochschulen übertragen, die mittlerweile die medizinisch-technischen Akademien abgelöst haben. Ziel dieser Änderung war es, die Ausbildung im Sinne des Bologna-Prozesses international vergleichbarer zu machen.

## Fachdienst
Neben den gehobenen medizinisch-technischen Diensten gibt es den medizinisch-technischen Fachdienst, der Grundzüge des Laboratoriumsdienstes, der Radiologie und der Physiotherapie umfasst.
Für die zweieinhalbjährige Ausbildung ist keine Matura erforderlich. Das Diplom berechtigt zur Ausbildungen zu Biomedizinischen Analytik, Radiologietechnologie und Physiotherapie auch ohne Matura.